# 出口川のカドミウム汚染

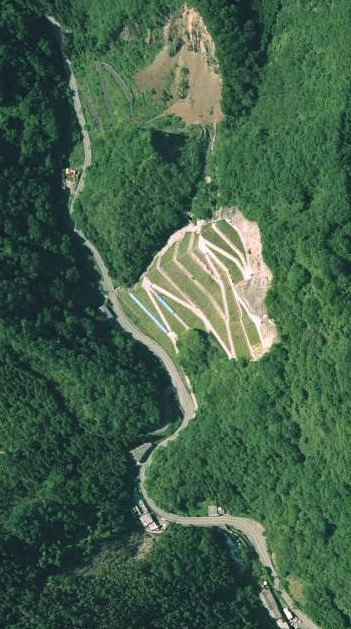
モルタルで被覆された採石場跡(中央)と、出口川湧水処理場(中央下)

出口川のカドミウム汚染（でぐちがわのカドミウムおせん）は、1986年に発覚した広島県府中市の出口川でのカドミウムなどによる重金属汚染。採石場での作業で露頭した鉱脈が原因であった。採石場はモルタルで封鎖され、漏出する汚染水を処理するために出口川湧水処理場が建設された。現在も環境基準を上回る汚染水が漏出しており、施設の老朽化と保守費用が問題となっている。採石場による重金属汚染としては日本初とされ、採石法の運用に影響を与えた。

## 背景

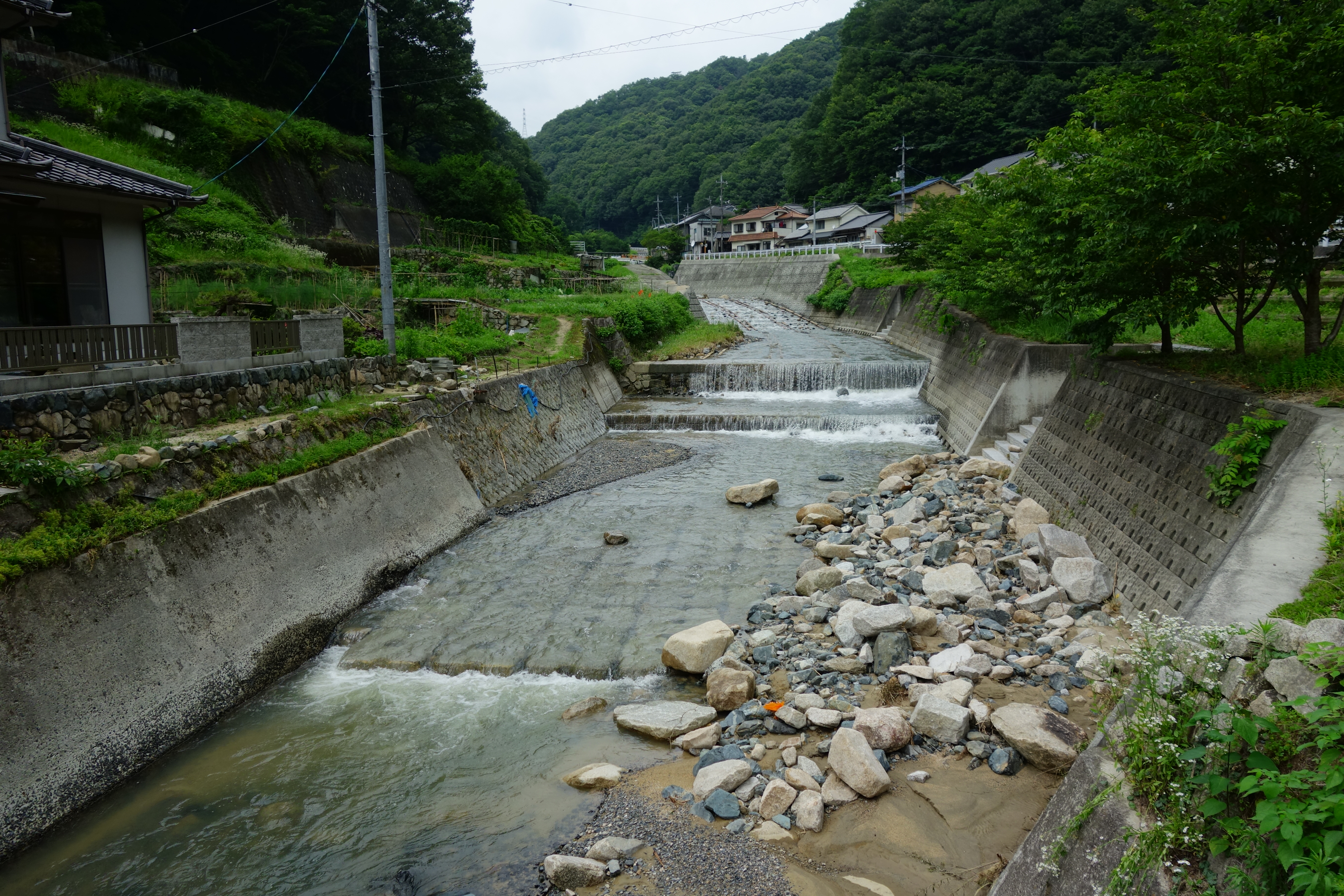
出口川；奥に土石流緩和の治水整備が見える 2018年撮影

出口川 は芦田川の支流で全長7 km。標高500メートル前後の山々に源を発し、荒谷町から出口町・目崎町を経由して芦田川に合流する。出口川や出口町の名前は、山間部からの「出口」という意味に由来する。
下流側では石州街道と雲州街道が合流し宿場町が形成され、現代もその古い街並みを見ることが出来る。下流の剣先 からは、街道で山陰地方から運ばれた物資が川船で芦田川経由で福山や大阪に運ばれていた。現在でも往年の繁栄をうかがわせる屋敷が残る他、リョービ本社を中心にした金属、機械加工業の工場も立ち並んでいる。上流には昭和初期に瀬戸鉱山（岩谷鉱山とも）と呼ばれる鉱山があり、亜鉛や銅などが採掘されていた。付近の地層は複雑で、重金属を含む地層が眠っている。

## 歴史

### 重金属汚染の発覚

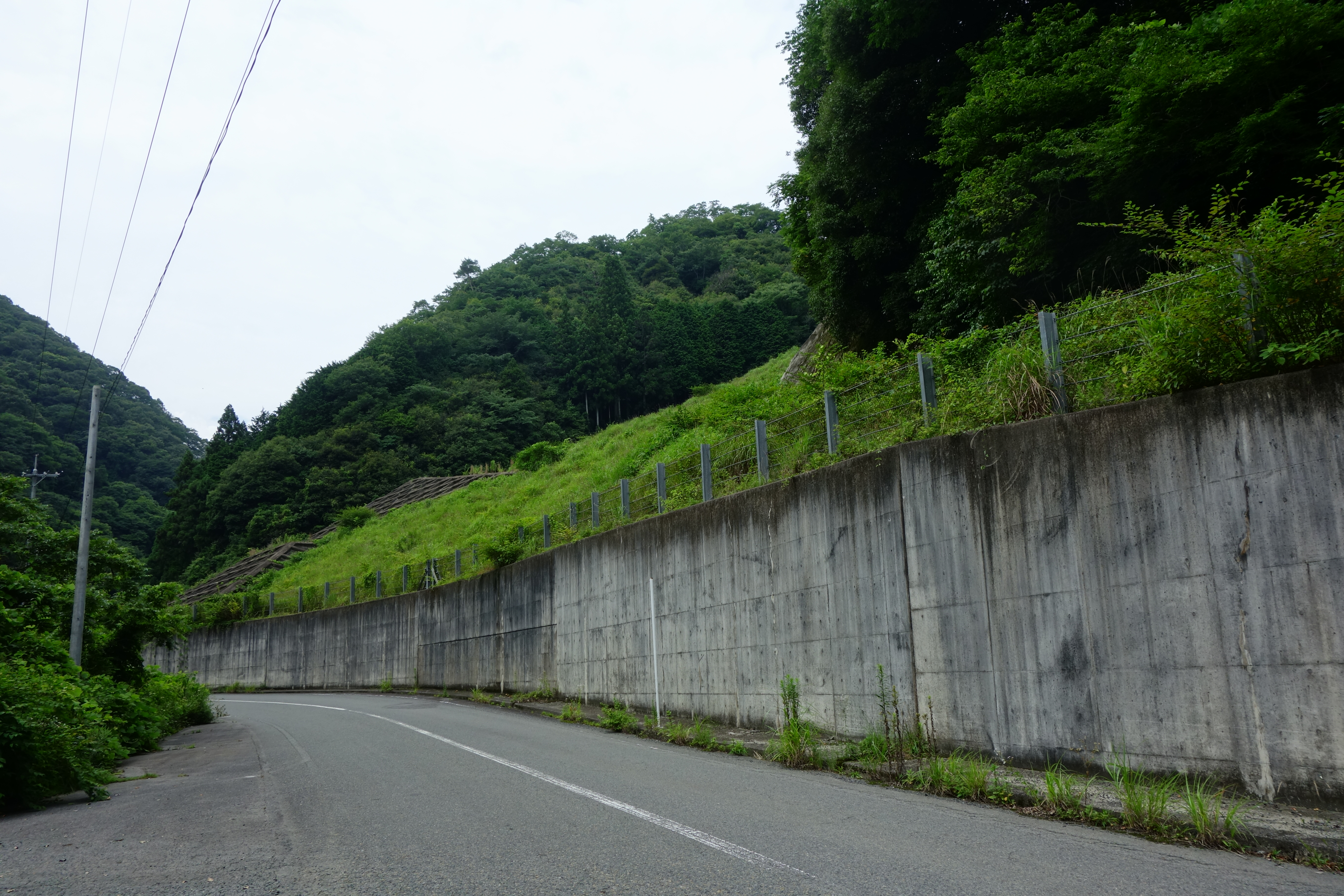
コンクリートで封鎖された御調採石場

1986年（昭和61年）6月、出口川の水で鯉を養殖していた家で160匹の鯉が全滅する事件があった。川の汚染を疑った住人は鯉の稚魚を川の水につけたところ、一晩で死んでしまった。同時にカニ、ハヤ、カエルといった生物も出口川から姿を消した。地元町内会が広島県と府中市に出口川の調査を依頼した。

### 調査
調査の結果、出口川より基準を超えるカドミウムが検出された。広島県は「府中市出口川環境保全対策専門委員会」を立ち上げ、広島大学工学部の金丸昭治教授（当時）の協力のもと調査を進め、鯉が大量死した現場から500メートル上流にある「御調採石場」からカドミウムが浸出していることを特定した。岩石の採掘によって鉱脈が露出し、雨水と硫化鉱物が化学反応を起こして硫酸が生成され、その硫酸が重金属を溶出させているのが原因であった。川の水生生物が死滅した区間は、御調採石場から下流側に1.7 kmであった。御調採石場の上流側では有毒物質は確認できなかった。採石場から下流側に100メートルほどの区間で7カ所の地下水湧出地点があり、うち5カ所から高濃度のカドミウムが検出された。採石場での調査では、破砕された岩石の残りカスに交じって明らかに重金属の鉱石と思われる岩石が転がっていた。採石カス（ダスト）からは、福山大学の鷹村權教授 の分析によって、カドミウム 34 ppm、鉄 21000 ppm、銅 5700 ppm、亜鉛 2700 ppm を検出した。出口川の流域の水田で作られた米にも重金属の集積が確認され、少なくとも1986 - 1989年の農地土壌汚染調査で基準値を超えるカドミウムが荒谷町の農地から検出された（玄米1キログラムあたり、カドミウム 1.59 ppmを検出）。

### 府中市や国の初期対応
汚染の発覚により、子供は出口川に入らないように指導された。府中市は緊急的に御調採石場からの地下水の処理を開始したが、その量は1日あたり6.5トンが限度であり、処理できなかった残り7.5トンの汚染水は、そのまま出口川へ垂れ流しという状態が4か月以上も続いた。国会でもこれが問題視され、1986年10月の 第107回国会の商工委員会で共産党の近藤忠孝は『採石法三十三条の十三に言う緊急命令』を発令して採石業者に対する災害防止のための緊急措置令をすることを、当時国務大臣だった田村元や政府委員に訴えたが、過去一度も発令されたことがない命令だったために見送られた。自治省として、府中市や広島県から今後特別交付金の申請があった場合は、事情を考慮して柔軟に対応する方針を示すに留まり、国としては府中市と広島県の対応を見守るのみとなった。

### 処理施設建設と採石場の封鎖

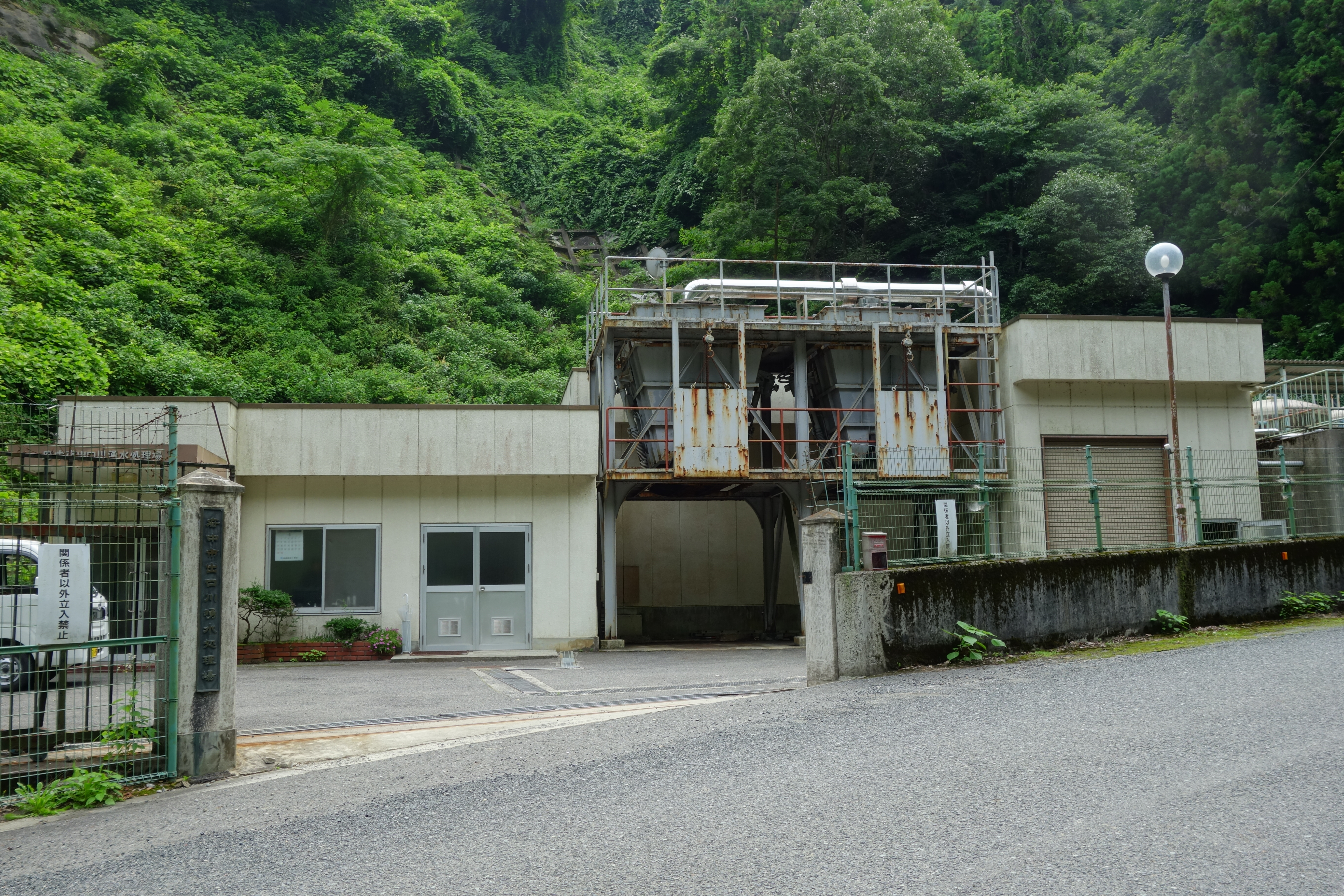
出口川湧水処理場

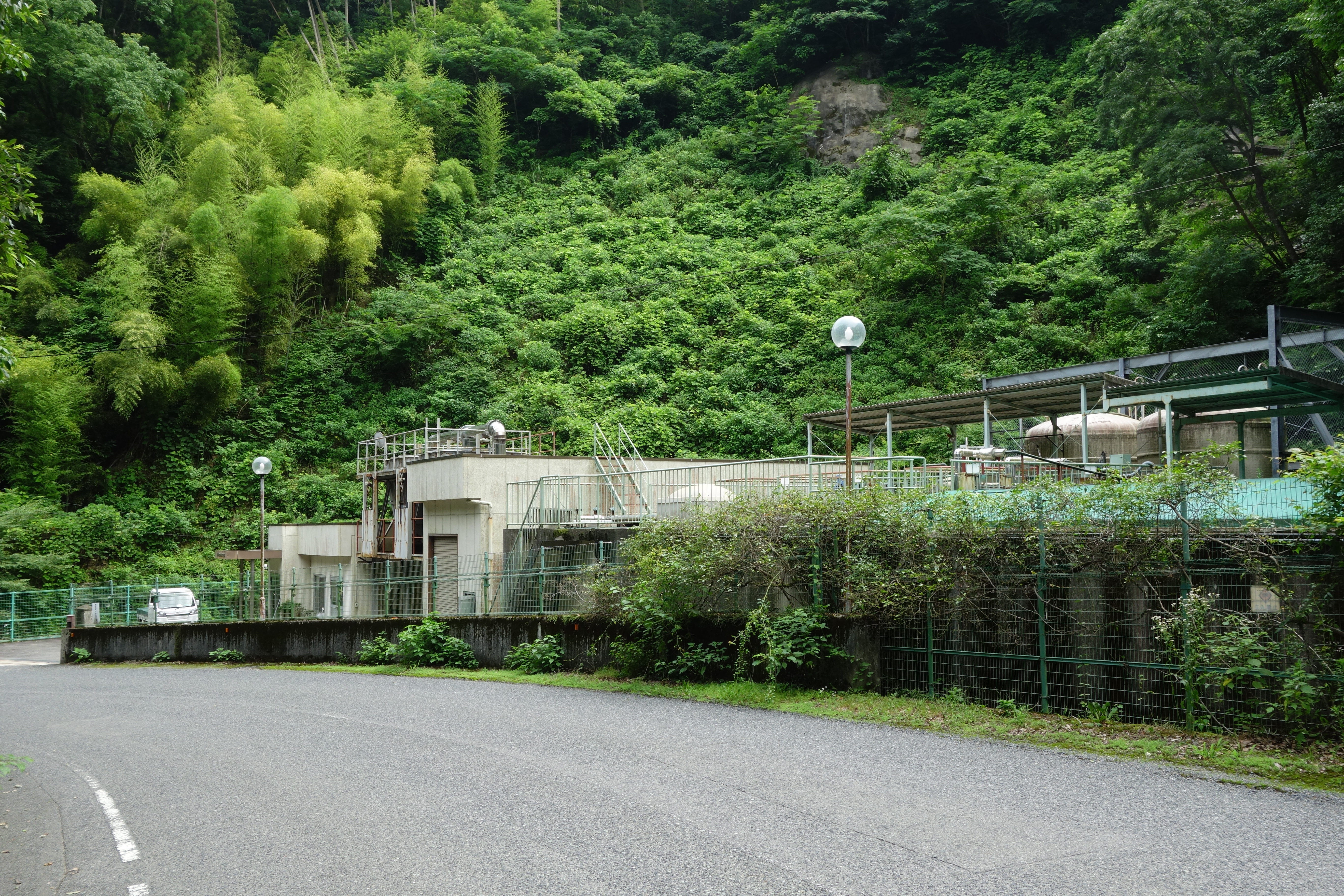
中和沈殿プラント

1987年（昭和62年）、広島県は荒谷地区の「出口川重金属汚染対策」として2億円をかけて「出口川湧水処理場」を建設することになった。建設と運営は府中市が行い、県は建設費の半額を補助した。1988年（昭和63年）に処理場が完成。1989年（昭和64年）に採石場はモルタルで被覆され封鎖された。採石場からの湧水中のカドミウム濃度は月日の経過とともに低下し、1988年に19 mg/lだったものが2002年には0.98 mg/lに低下し、2015年（平成27年）には0.33 mg/lとなったが、それでも環境基準の110倍、排水基準の11倍の濃度である。
|        | カドミウム | 銅    | 亜鉛  |
| ------ | ---------- | ----- | ----- |
| 1988年 | 600倍      | 160倍 | 300倍 |
| 2016年 | 12倍       | 2.5倍 | 7.5倍 |

### 継続される採石業

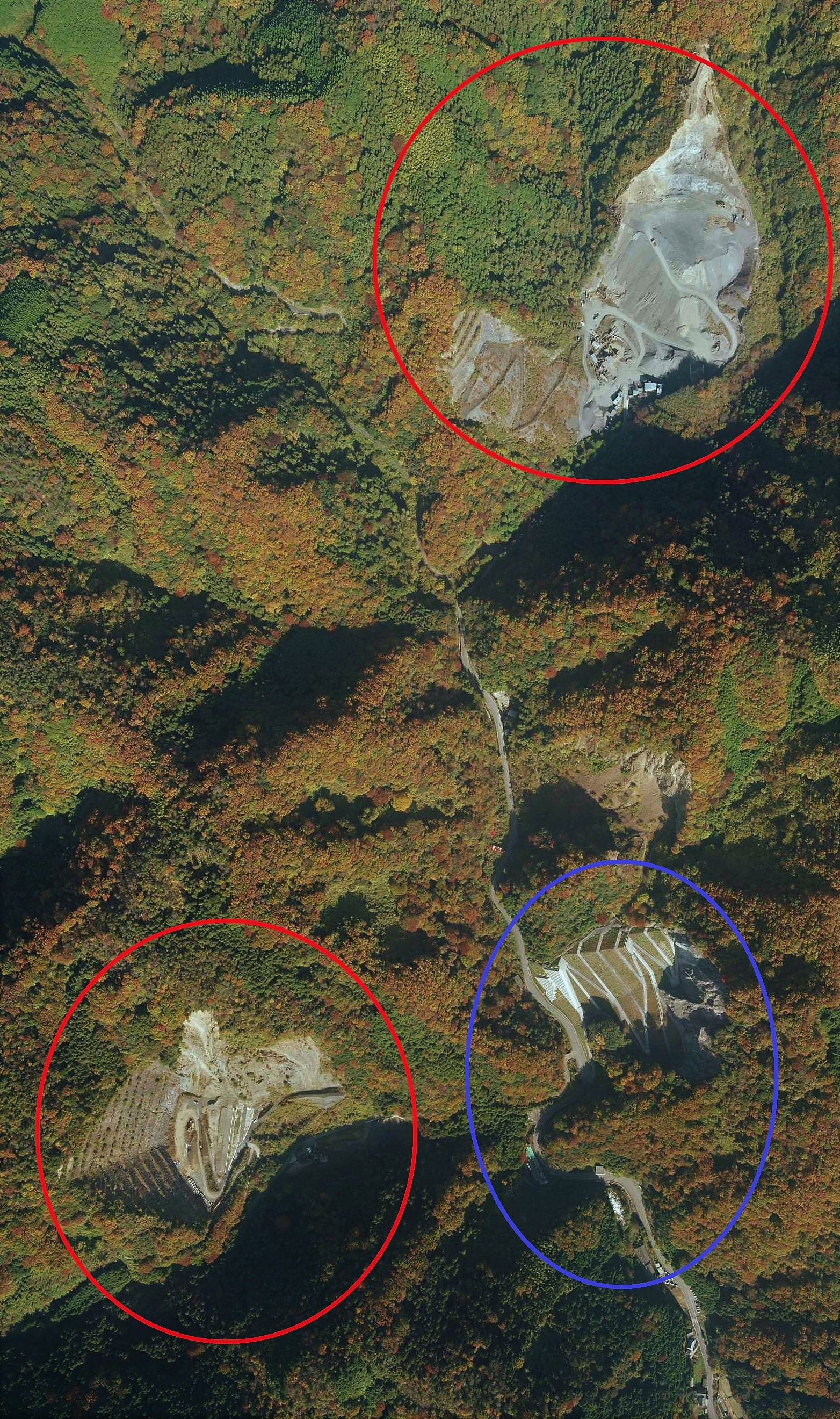
旧採石場（青丸）の西側と北側に採石場（赤丸）が操業している（2010年）

出口川流域（荒谷）で採石場が認可・操業されるのは御調採石の採石場が初めてではなく、それ以前から近傍で採石業が営まれていた。1986年に、御調採石場からの重金属湧出が顕在化したのちも、近隣の採石場に操業の停止命令が出されることはなかった。問題の採石場を運営していた「御調採石」自身も、反対側の山を切り開いて新しい採石場を開設し、これを不安視する声がある。

## 出口川湧水処理場
採石場の下手の出口川傍に作られた。（北緯34度36分15.6秒 東経133度12分30.2秒 / 北緯34.604333度 東経133.208389度座標: 北緯34度36分15.6秒 東経133度12分30.2秒 / 北緯34.604333度 東経133.208389度）重金属の凝集沈殿槽と汚泥処理槽などから成り、汚水の処理能力は1日あたり150トン。また豪雨時の汚水湧出の増加に備えて2500トンの貯留槽も設置されている。採石場跡から強酸性の地下水が施設に導かれ、1日平均50トンの汚染水を処理している。処理施設では塩化第二鉄及び高分子凝集剤（PA-322） を滴下して凝集物を沈殿させている。処理後に残る汚泥は、広島市や呉市の最終処分場に運ばれ、埋め立て処分される。処理後の放流される処理水のカドミウム濃度は0.0016 mg/lとなっている。処理前の汚水のpHは3前後であるが、処理後には6程度に調整されている。2017年（平成29年）度には汚泥脱水機が老朽化に伴い更新されている。管轄は府中市建設産業部環境整備課であるが、府中市の指定管理者制度に基づき運営は民間の企業が行っている。処理前の汚水を貯める貯水池が少し離れた場所にあるが、この位置に建設が決まったのは広島県との折衝の結果であり、妥協の産物とされる。

### 所在地と交通
- 広島県府中市荒谷町2076-1
- JR福塩線府中駅より広島県道388号木野山府中線を荒谷方面（北西）に、府中駅より約5 km[7]（定期バスなどはない）。広島県道388号沿いに存在する。

## 採石場跡
出口川湧水処理場から徒歩1分、出口川による浸食で造られた峡谷の東側斜面にある。業者の採石によって、県道388号線から山頂に至るまで山体が削り取られ、岩盤が露出している。採石場の岩盤や砕石には、カドミウムや亜鉛、鉛などの重金属が含まれていた。1987年にモルタル被覆工事に向けた現地調査が実施された。1989年（平成元年）に現場の斜面は出口川沿いの県道から山頂に至るまで鉄筋入りのモルタルで被覆され、鉱石が雨水に曝されないように処理された。モルタル壁は有害物質の流出を防ぐため、厚さ51センチメートル、広さ約6000平方メートルの規模になった（モルタルの厚みは5 - 8センチメートルとする出典もある、総面積は3万平方メートルという出典もある）。コンクリート壁の高さは150メートル。北側の渓流には砂防堰堤も築かれた。採石場に浸出する強酸性の地下水は、専用の排水管で処理施設に送られる。

## ギャラリー

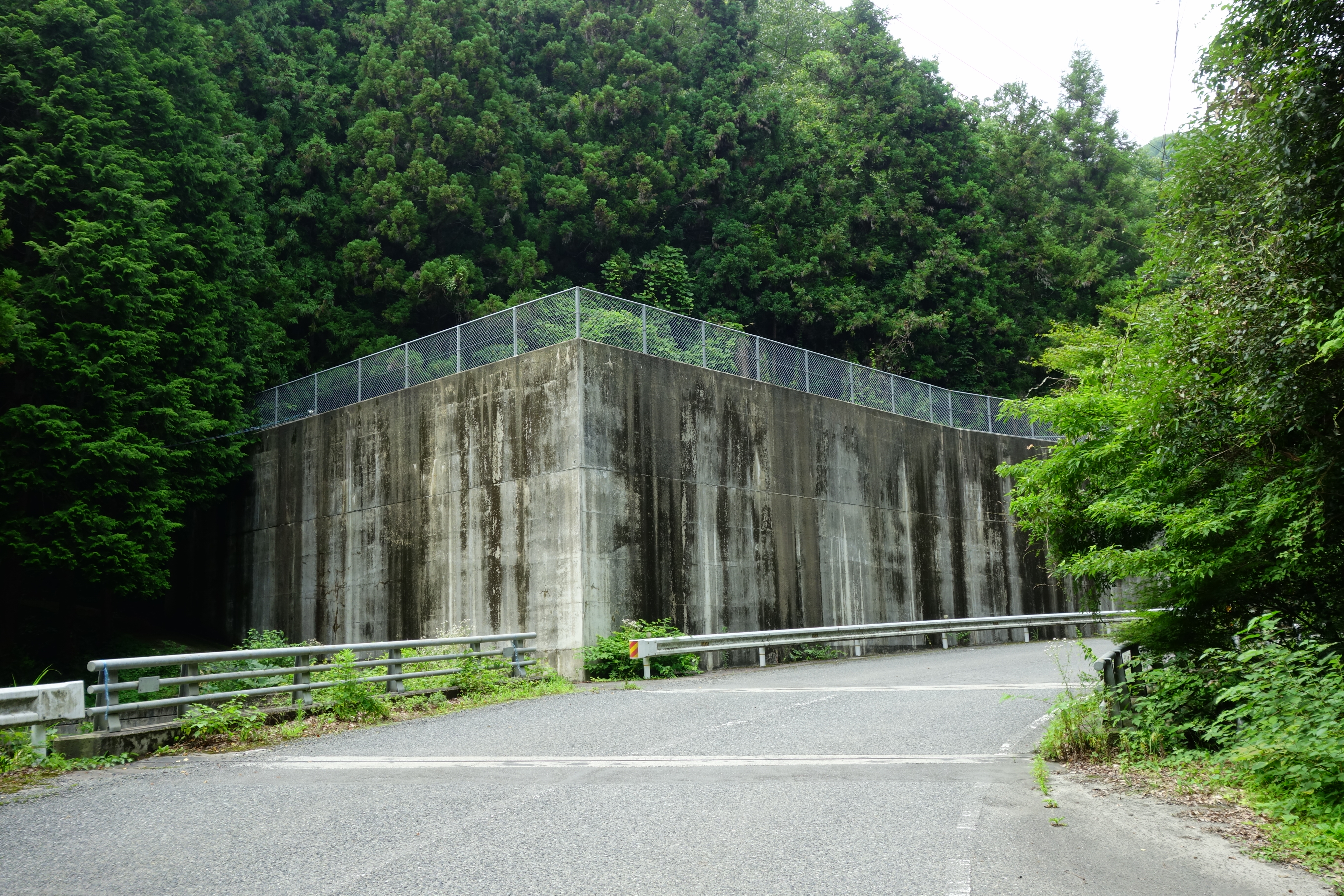
未処理の汚染水を保管する貯水槽
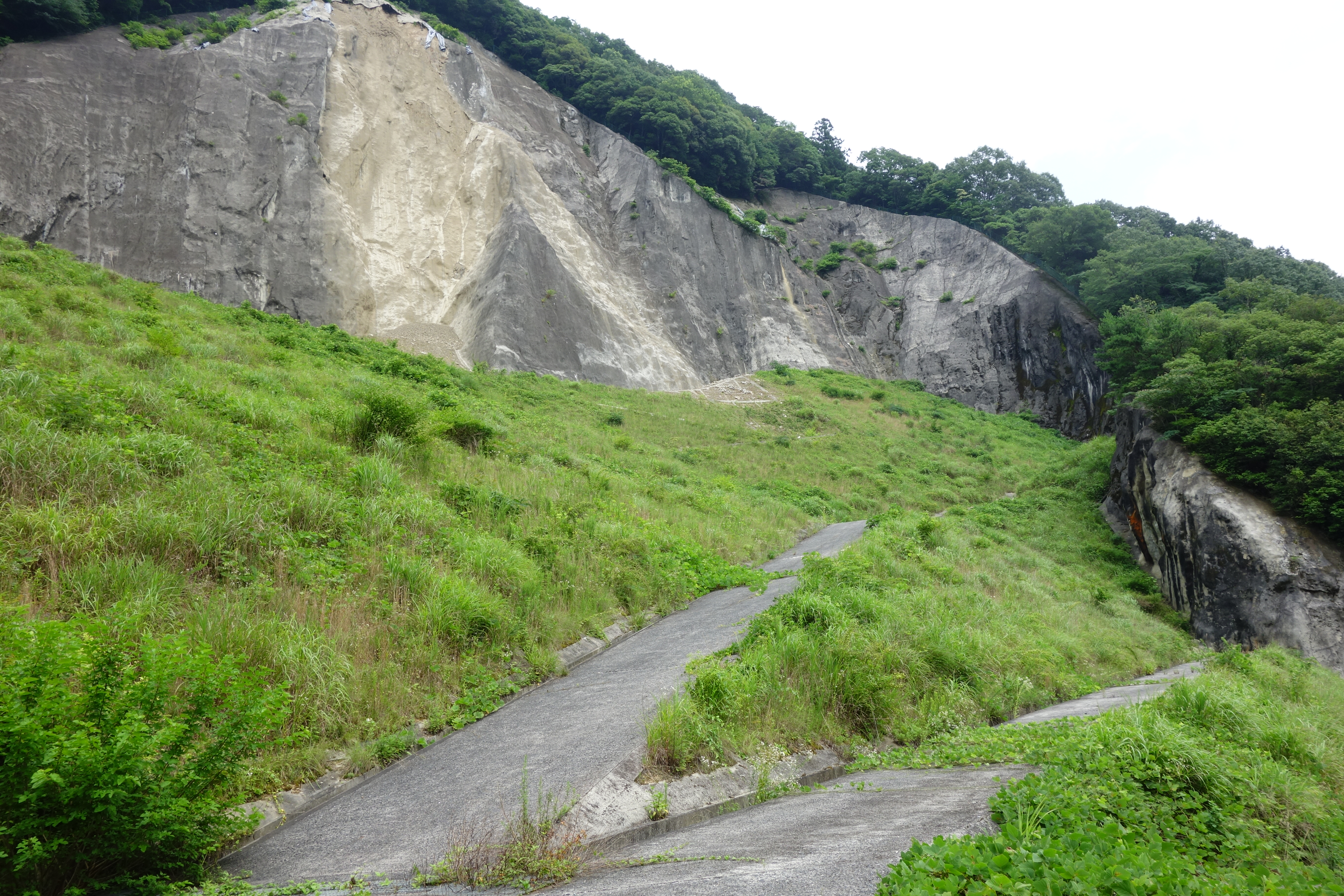
上部の急斜面の部分と、下部の緩斜面の部分
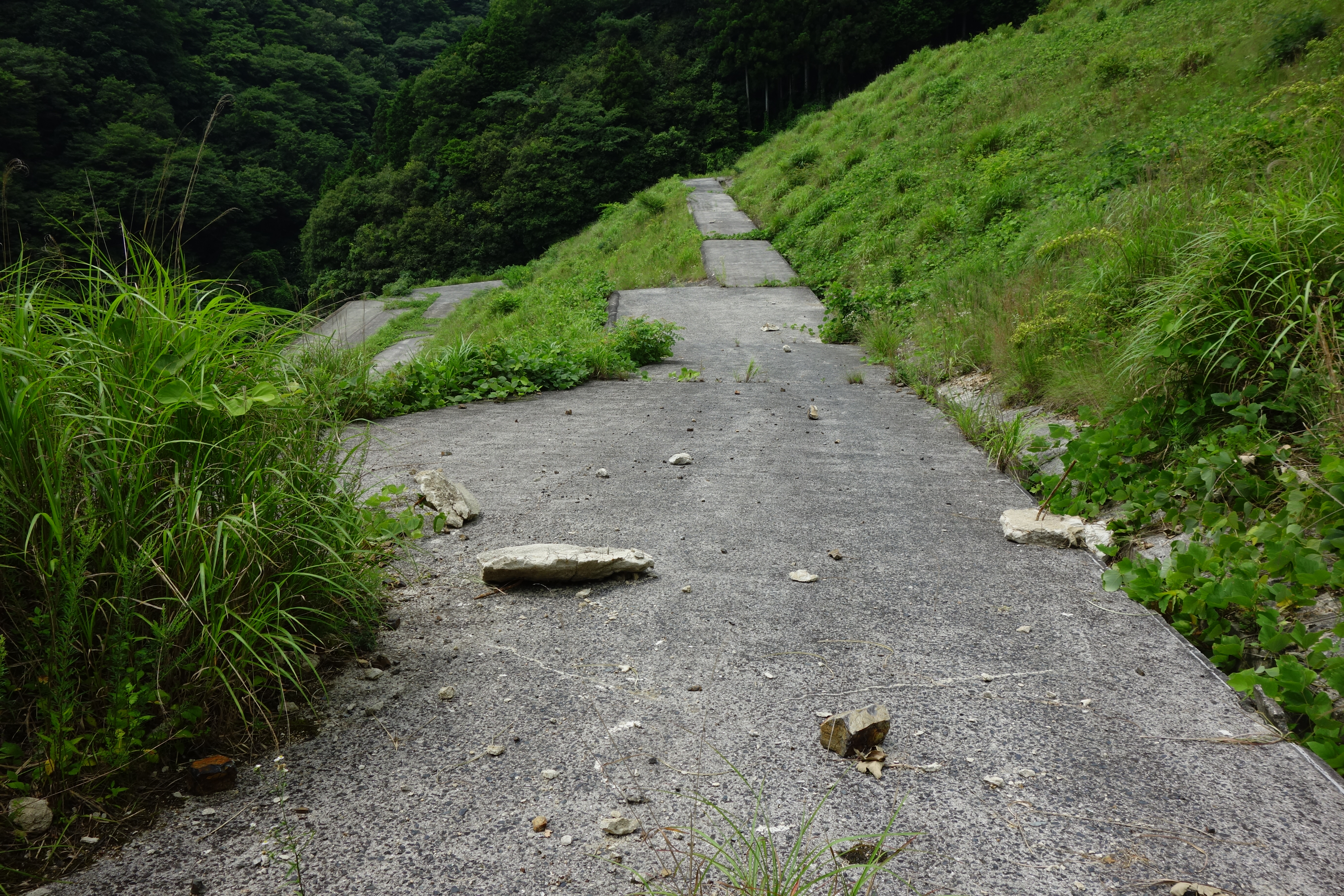
雑草に覆われた緩斜面部分と崩壊して落下した岩石やモルタル片
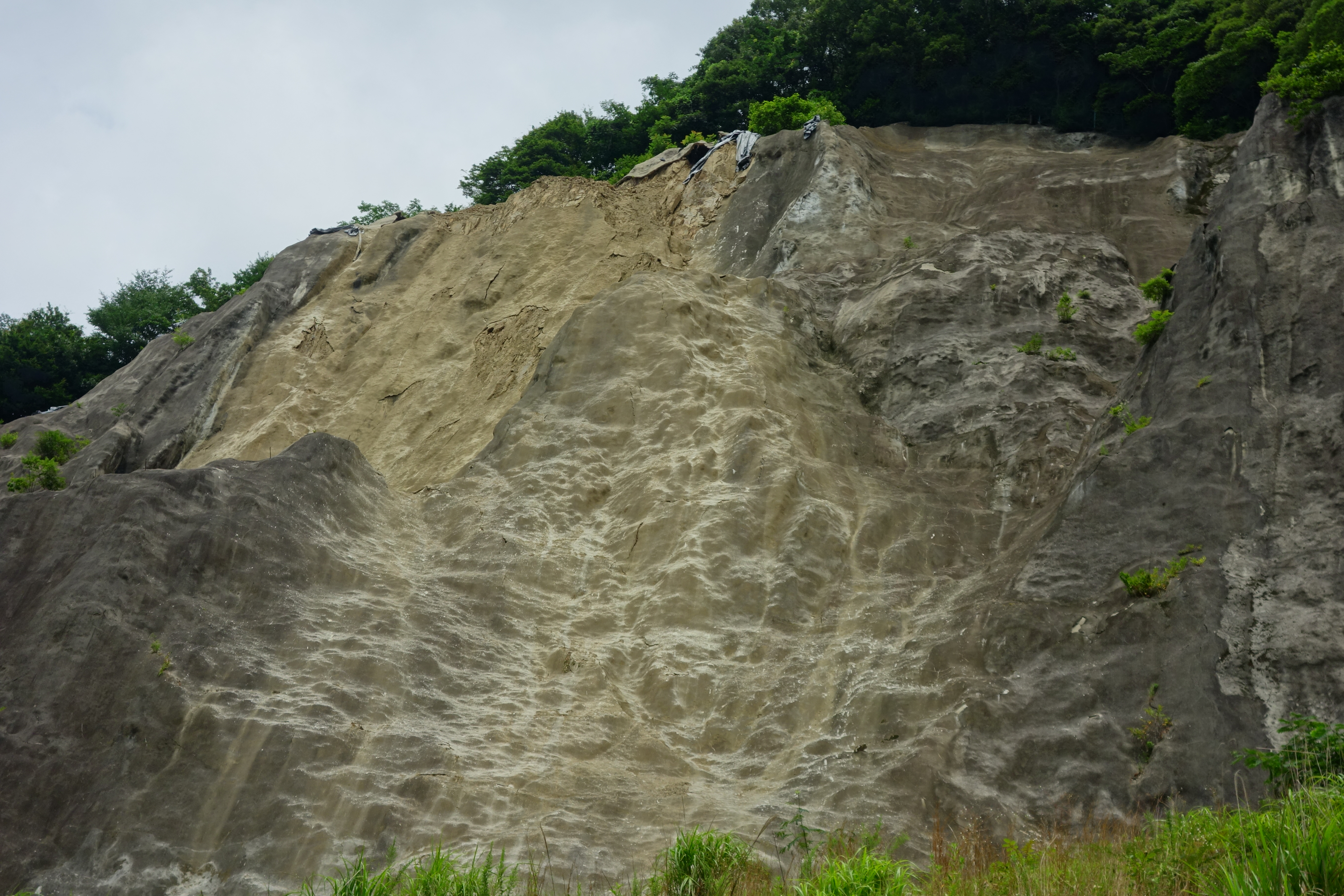
崩壊が進行している急斜面部分。山頂付近に過去に応急的に敷かれたブルーシートが見える

上空からの写真
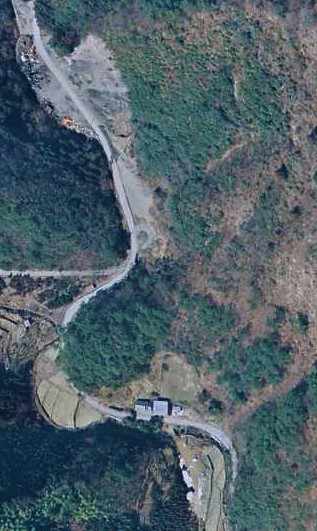
1975年3月: 採石場の採掘が始まっている。処理場は、まだ水田。
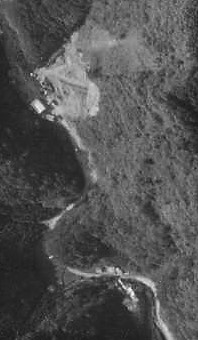
1983年4月: 採石場が拡大している。
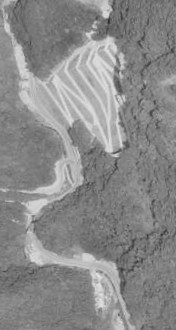
1994年5月: モルタル被覆された5年後。処理場も設けられた。
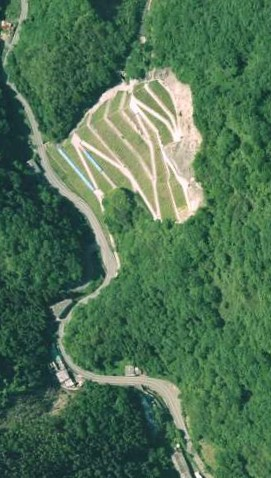
2005年5月: 斜面に草が茂り劣化が進んでいることが伺われる。
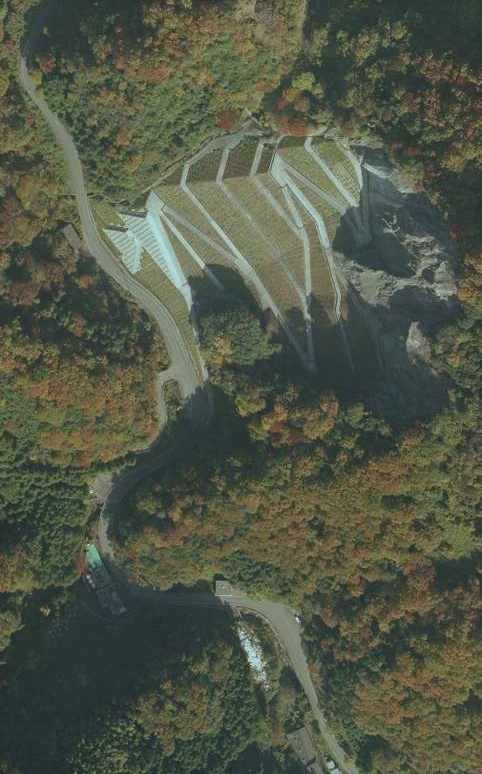
2010年11月: 2008年に最上部の岩石を取り除きモルタルを再吹付。
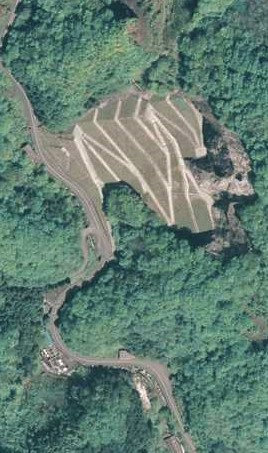
2014年5月: 2011年にメンテナンス。

## 問題

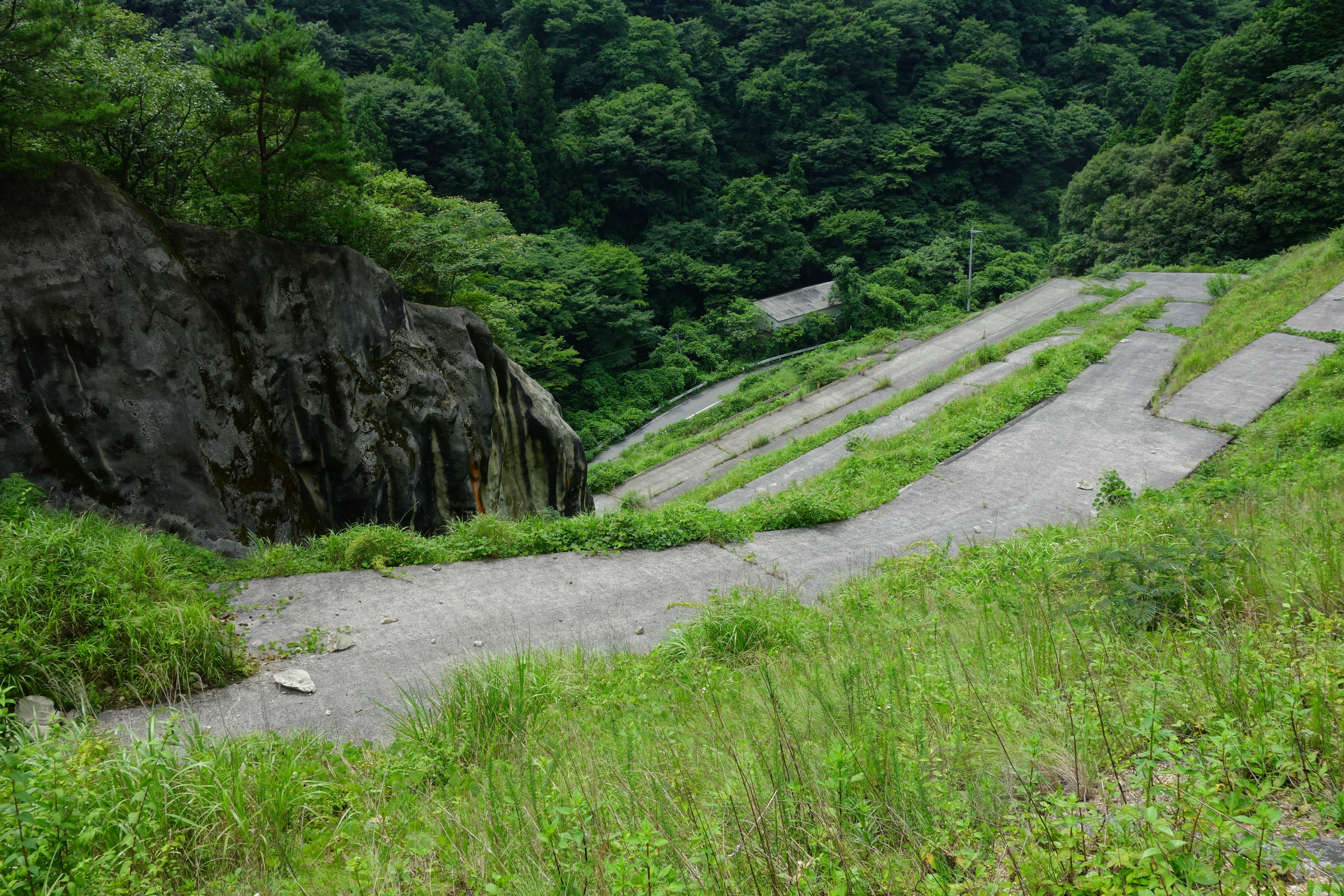
老朽化して雑草に覆われた採石場

### 施設の老朽化
処理施設および採石場跡地のモルタル吹付は施工後30年を超え、老朽化と更新費用が問題となっている。鉄筋コンクリート製の処理施設の耐用年数は30年であり、出口川湧水処理場は耐用年数を超えて運用されている。
採石場跡も、コンクリート斜面の崩落が続いている。施行から16年後の2005年（平成17年）に、採石跡地斜面の赤外線調査と変状調査が実施され、斜面全体のコンクリート被覆をやり替えるプランが検討されたが、数十億円の費用が必要と見積もられている。

### 崩落事故

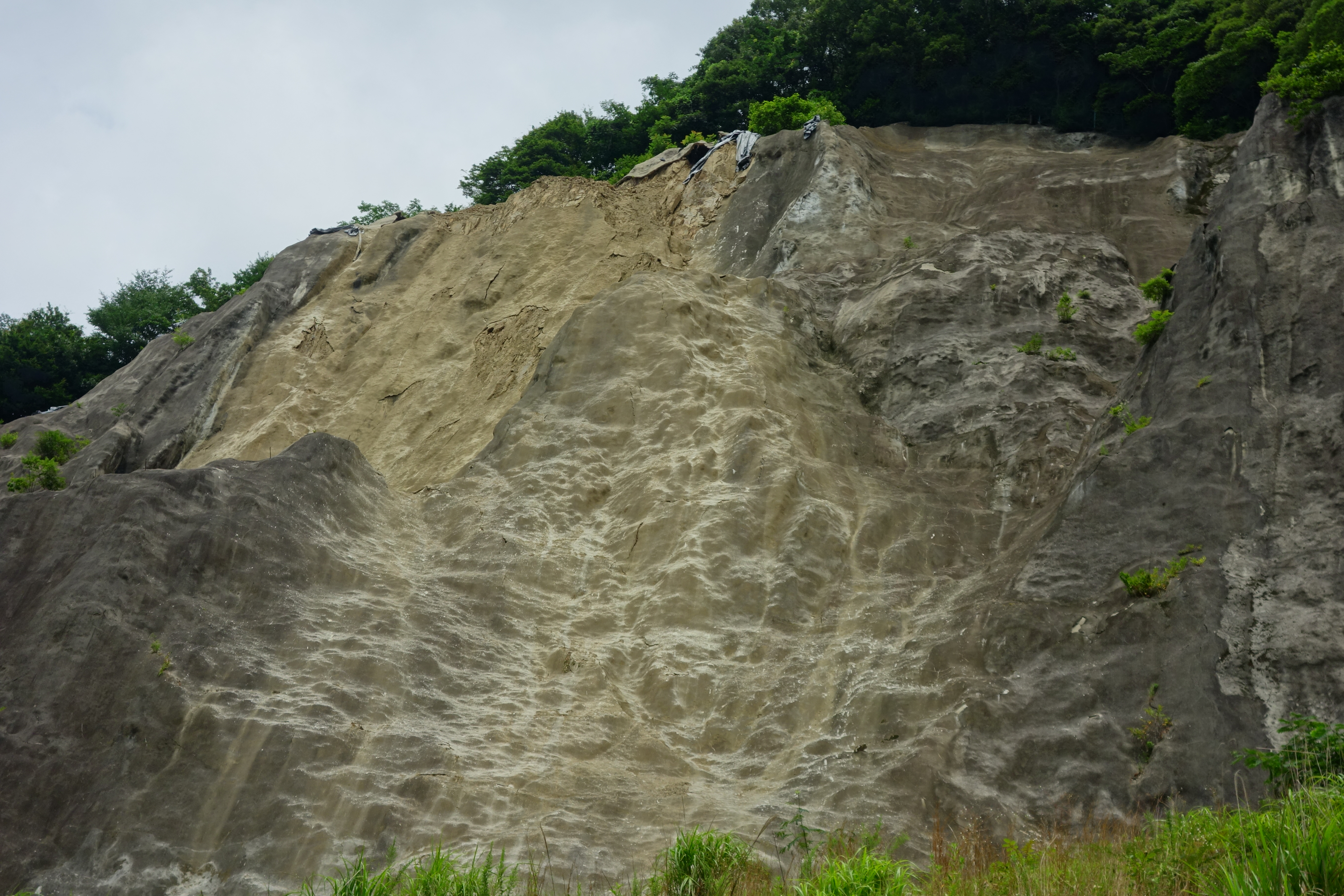
モルタルが劣化して崩壊が進む斜面

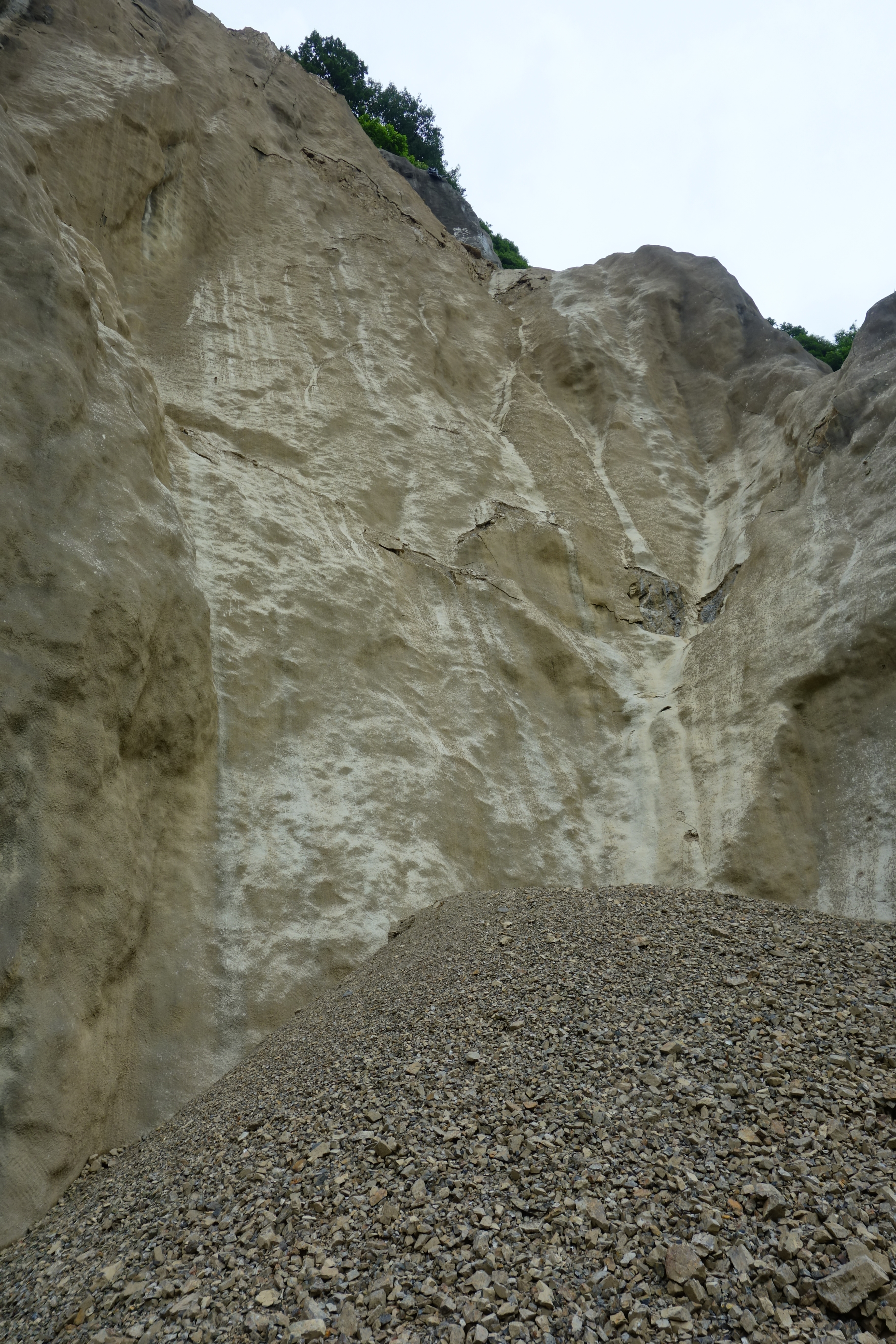
崩落して数メートルの高さに積みあがった岩石（2018年）

モルタルと岩盤の劣化（風化）によって、崩落事故が起きている。崩落事故は、2005年、2008年、2011年、2016年、2018年にも起きている。内部の金属メッシュの劣化が進行していることも影響している。府中市7代市長の伊藤吉和の時代（2002 - 2014年）には崩落するたびに補修されていたが、2014年に8代市長戸成義則に代わって以後は補修されず、崩落するに任せる状況となっている。
- 2004年4月23日、重金属を含む岩盤が高さ約30メートル、幅約20メートルにわたって崩落しているのが発見された[6]。広島県と市は、崩落した斜面をブルーシートで覆ったり崩落個所からの水を湧水処理場に引き込むなどの緊急措置を取った[6]。岩盤も深さ2メートルほど崩れており、一部は出口川に繋がる支流にも落下した[6]。岩石とモルタル計約150立方メートルが撤去され、崩落した斜面は修復された[6]。水質検査では出口川のカドミウム、銅、亜鉛、ヒ素の含有量に異常は認められなかった[22][注釈 8]。
- 2005年2月、200平方メートル、約540トンの岩石が崩落し、その処分費用だけで2000万円以上が必要とされた[3][23]。崩落した岩石は、半年以上袋詰めで状態で現場に露天保管され[23]、溶出するヒ素の濃度は国の環境基準の3.5倍であった[23]。近郊での処分が検討されたが、引受先がないために九州の業者まで運ぶプランが検討された[23]。市の現場検証では、コンクリート斜面に80か所の亀裂や剥離が発見された[3]。府中市は市債と市一般財源を崩落の対策費に使用した[24]。
- 2008年4月には、2005年の崩落現場の50メートル北側で崩落した[3][20]。縦約20メートル、横10メートル、深さは最大で約2メートルにわたって崩落した[24]（出典によっては斜面北側の高さ30メートル、幅20メートルが崩落としている[20][25]）。オーバーハング状に遺留した岩盤1200立方メートルを取り除いた後に[25]、枠型にモルタルを吹き付け防護壁を鉄筋棒で岩盤に固定した[24]。再建された部分は、高さ10メートルの場所から44メートルまで、幅約20メートルの範囲となった[24]。水質検査は問題なかったが、崩落した岩石からは微量のヒ素が検出された[24]。この2008年の崩落では、崩落とその後の補修工事で1500トンの岩盤が取り除かれ、現場の斜面下の県道沿いに穴を掘って埋設された[24][25]。また8500万円の費用が必要とされたが[24]、翌年に事業費は5200万円に訂正された[25]。2008年8月に工事が始まり、2009年3月終了を見込んだ[25]。
- 2011年7月の崩落では、崖の上部、中央よりやや南寄りの部分が約3平方メートルほどが剥離・落下し岩盤が露出した[7]。周囲のモルタルにも亀裂が広がっており、府中市は2011年9月下旬より1200平方メートルのモルタルを斜面から撤去して吹付をやり直した[7]。一連の事業費は2500万円が予算化された[7][26]。
- 2016年10月にも斜面の崩落が確認されている[15]。
- 2018年7月の平成30年7月豪雨で、崩落が起きている[13]。

| 年         | 崩落した量      | 崩落した面積             | 費用                       | 特記事項                                                 |
| ---------- | --------------- | ------------------------ | -------------------------- | -------------------------------------------------------- |
| 2004年4月  | 150立方メートル | 600平方メートル          | 不明                       | -                                                        |
| 2005年2月  | 540トン         | 200平方メートル          | 処分費用だけで2000万円見積 | コンクリート斜面に80か所の亀裂や剥離                     |
| 2008年4月  | 1500トン        | 400または600平方メートル | 5200万円                   | 1500トンの岩石は現場埋設処理 600平方メートル以上を再吹付 |
| 2011年7月  | 不明            | 3平方メートル            | 2500万円                   | 1200平方メートルのモルタルを再吹付                       |
| 2016年10月 | 不明            | 不明                     | 補修せず                   | 2014年に市長交代                                         |
| 2018年7月  | 不明            | 不明                     | 補修せず                   | 平成30年7月豪雨による                                    |

### 広島県との費用負担
本来、採石場の許可と管理は県の管轄であるが、広島県は「事案の性格上（府中市荒谷地区に限定した事案）から、一義的には府中市が処理するのが妥当である」として、県は協力・支援するのみとしており、処理施設の運営費用や採石場跡地の管理費用の半分を府中市の負担としている。
これに対して府中市議会では、「広島県による押し付けである」として広島県の対応方針に問題があるという議員の意見がある。1988年の出口川湧水処理場建設のときにも、広島県は渋々半額を負担をしてやるという態度だったといわれる。2005年や2008年の採石場跡崩落のときも、対策費用は府中市と広島県の折半であったが、2005年のときには県との費用の負担を巡って容易に合意に至ることが出来ず、広島県の支援を得るのに時間を要した。出口川湧水処理場だけでも年間4000 - 5000万円の運営費が必要とされており、人口の高齢化と減少によって収支バランスが悪化している府中市にとって重い負担になっている。

### 平成30年7月豪雨
平成30年7月豪雨では、通常の17倍の量の汚染水が押し寄せて貯水槽が満水となり、未処理の汚水をそのまま緊急放流した。2018年7月8日より600トンを24時間かけて放出した。汚水中の有害物質は高濃度であるが、少量ずつの放出なので出口川の水によって希釈され、人体に問題ない濃度になるとされた。当初、放流量は300トンの予定であったが、採石場跡で斜面が崩落しているのが発見され、処理場への汚水流入量が更に増加することが予想され、600トンに変更された。放流された汚水中のカドミウム濃度は0.20 mg/lで、環境基準の67倍であった。放流後の出口川下流や芦田川合流部での水質検査では、基準値以下のカドミウム濃度であることが確認されている。府中市城山浄水場では検出限度以下の濃度であった。

### 2022年8月23日汚泥流出事故
2022年8月23日午前9時半ごろ、府中市出口川湧水処理場の近くの事業所から「河川の水が赤い」と府中市役所に通報があり、府中市出口川湧水処理場から出口川への汚泥流出が判明した。同日午前8時すぎ、市の委託業者作業員が汚泥を移動する手順を誤ったことなどから処理場から出口川に50分にわたり約1.6立方メートルの汚泥が流出した。原因は、汚泥を沈殿槽から貯槽タンクに移す際に貯留量をオーバーして川へあふれ出たが、約1年前から貯槽タンクのセンサーである汚泥貯槽液位高警報が壊れたままだったこと、市の委託業者作業員は別の作業中だったことから流出に気付かなかった。
同日、府中市役所建設部は記者会見し、出口川の下流の6か所で水質検査を行った結果、カドミウムのほか、銅や亜鉛、ヒ素の濃度は国の水道水の基準を下回っていて、水質に深刻な影響はないとしている。
府中市役所建設部は、事業者に作業の手順を改めて指導するとともに、川底に沈殿した汚泥の除去は23日から行い、24日に終えている。また、汚泥貯槽液位高警報の早急な修理を行い、委託業者への指導により、安全運転の徹底を図るとした。

## 影響
採石場から重金属が流出して川や田畑を汚染したことが指摘されたのは、本件が日本で初のケースとなった。この事件によって、都道府県による採石業の認可では、重金属による水質汚濁について十分な審査を行うように周知徹底が行われた。

## 関連法規

### 採石場の許認可
以上のように、採石場に関する許認可の権限は県知事に集中しており、採石によって周辺地区の利益が損なわれる場合は採石許可を取り消したり計画の変更を命じる権限が与えられている。逆に市町村には採石業に関して権限も与えられていないのが分かる。

### 公害発生時の事業者責任
その他、土壌汚染対策法の第七条等にも、汚染の原因を作った事業者の責任について明文化されている。

## 特記事項
- 鯉が大量死して鉱毒汚染が発覚する発端になった家では、その後も鉱毒汚染の再発を恐れて、汚染の早期発見のために鯉を川の水で飼育し続けている[3]。
- 広島県道388号木野山府中線は、出口川湧水処理場の場所で終わっており、その先は狭い林道が代替路となっている。これは、この先トンネルを掘削して388号線を延伸すると、本件と同じようなカドミウム汚染を引き起こすことが危惧され、そのために計画が中断されているためである[34]。